# Rhamphosuchus
Rhamphosuchus je vyhynulý krokodýl z čeledi gaviálovití (Gavialidae). Obýval indický subkontinent v období miocénu. Bylo získáno několik části lebky rhamphosucha a byl považován za největšího krokodýla, jehož velikost se mohla vyšplhat až na 18 metrů, dle dalších analýz je však tento údaj přehnaný a Rhamphosuchus měřil maximálně 11 metrů.